# Giovanni Raffaele (catapano)
Giovanni Raffaele (fl. XI secolo) è stato un generale bizantino.
Fu catapano d'Italia da settembre a dicembre 1046. Ha sostituito il catapano Eustazio Palatino.
Il nuovo catapano arriva nel settembre 1046 a Bari, con delle truppe ausiliarie di Variaghi. Questi non sono ben accolti dai baresi, quindi Giovanni Raffaele decide di spostare il suo governatorato a Otranto.
A ottobre fronteggia alcune scaramucce e Lecce e Ostuni sono favorevoli ai bizantini.